# The Band Perry
The Band Perry — американський кантрі-гурт, що сформувався у 2005 у місті Грінвілл, штату Теннессі. Складається із сестри та братів Кімберлі Перрі (вокал та гітара), Ріда Перрі (бас-гітара і задній вокал) та Ніла Перрі (мандоліна, бузукі та задній вокал). У серпні 2009 підписали контракт із музичним лейблом Republic Nashville. У жовтні 2010 випустили свій дебютний однойменний студійний альбом «The Band Perry».

## Склад
Поточні учасники
- Кімберлі Перрі — вокал, гітара
- Ніл Перрі — мандоліна, бузукі, задній вокал
- Рід Перрі — бас-гітара, задній вокал

## Дискографія
- The Band Perry (2010)
- Pioneer (2013)
- Coordinates (2018)